# Parque Nacional de Saylyugemsky
O Parque Nacional de Saylyugemsky (em russo:  Сайлюгемский (национальный парк) é uma área protegida da Rússia, localizada no cruzamento geográfico em que se cruzam as fronteiras da Rússia, do Cazaquistão, da Mongólia e da China, nas montanhas de Altai, na Ásia Central. Devido ao seu afastamento isolamento e posição nos pontos de encontro de montanhas, estepes, desertos e florestas, é uma reserva natural globalmente importante para a biodiversidade. O parque foi formalmente criado em 2010 - 2012, com o propósito específico de proteger as ovelhas de montanha de Altai e o ameaçado leopardo-das-neves. As montanhas Saylyugem são um cume em Altai, e se estendem a nordeste para as montanhas Sayan. O clima é frio e semi-árido. Administrativamente, o parque está localizado no distrito Kosh-Agachsky da República Altai. Embora o eco-turismo tenha um papel declarado, as visitas ao território exigem actualmente passes especiais da administração do parque, e as actividades são limitadas a estradas e trilhos.

## Topografia
A topografia de Saylyugemsky é montanhosa; os picos mais altos variam até 3621 metros, com glaciares nos cumes mais altos. No conjunto,  Altai é um alto planalto montanhoso que é profundamente dissecado por vales de rios; em determinados lugares isso toma a aparência de colinas ou estepes. Espalhado sobre 118 380 hectares, o território consiste em três secções. As secções "Saylyugem" e "Ulandryk" estão localizadas próximas umas das outras na encosta norte do tergo de Saylyugem, com o sector anterior correndo ao longo da fronteira entre a Rússia e a Mongólia. A terceira secção, o "Argut", está no estímulo dos esporões Katun e North-Chuya. O rio Argut atravessa o território. A neve é um fenómeno natural frequente entre os 2300 e os 3200 metros.
Embora os sectores Saylyugem e Ulandryk tenham vivenciado habitação humana por milénios - como o pastoreio e a caça, o sector Argut, mais inacessível, permaneceu relativamente intocado.

## Clima e eco-região
O clima em Saylyugemsky é um clima frio semi-árido, que é típico de interiores continentais longe de grandes massas de água. Os verões são suaves e secos, e os invernos são frios e secos. Em Kosh-Agach, a cidade mais próxima, a temperatura média anual é de -1,6 ° C.